# De aarde (film)
De aarde (Russisch: Земля, Zemlja) is een film uit 1930 van de Sovjet-Oekraïense regisseur Oleksandr Dovzjenko.

## Verhaal
De film handelt over de collectivisatie van de Oekraïense landbouw. De film speelt zich af in een klein Oekraïens dorp waarin men ongeduldig op een tractor wacht, die de autoriteiten aan de kolchoz hadden beloofd. Wanneer de tractor eindelijk aankomt, volgt er een conflict. De jonge Vasyl waagt het de grensstenen om te ploegen, die tot dusver de velden van de grootgrondbezitters markeerden. Hij wordt daarom neergeschoten door een koelak.

## Rolverdeling
| Acteur              | Personage                        |
| ------------------- | -------------------------------- |
| Stepan Sjkoerat     | Opanas                           |
| Semen Svasjenko     | Vasyl                            |
| Joelija Solntseva   | Vasyls zus                       |
| Olena Maksymova     | Natalja                          |
| Mykola Nademsky     | Semen                            |
| Petro Masocha       | Choma Bilokin                    |
| Ivan Franko         | Archyp Bilokin                   |
| Volodymyr Mychajlov | priester                         |
| Pavlo Petryk        | leider van communistische partij |
| P. Oemanets         | boer                             |
| O. Bondina          | boerin                           |
| Loeka Ljasjenko     | jonge koelak                     |